# Постолы (деревня)
Постолы (бел. Пасталы) — деревня в Морохоровском сельсовете Житковичского района Гомельской области Белоруссии.
Кругом лес.

## Административное устройство
До 11 января 2023 года входила в состав Дяковичского сельсовета. В связи с объединением Морохоровского и Дяковичского сельсоветов Житковичского района Гомельской области в одну административно-территориальную единицу — Морохоровский сельсовет, включена в состав Морохоровского сельсовета.

## География

### Расположение
В 61 км на северо-восток от Житковичей, 36 км от железнодорожной станции Старушки (на линии Лунинец — Калинковичи), 294 км от Гомеля.

## Транспортная сеть
Транспортная связь по просёлочной, затем автомобильной дороге Морохорово — Любань. Планировка состоит из криволинейной улицы меридиональной ориентации, застроенной деревянными усадьбами.

## История
Согласно письменным источникам, поселение известно с начала XX века. как хутор в Дяковичской волости Мозырского уезда Минской губернии. При лесопильном заводе, что действовал в посёлке, в 1921 году в наёмном доме открыта школа. В 1930 году организован колхоз, работали паровая мельница и лесозавод, а чуть позже — электростанция при лесозаводе. С 15 июля 1935 года по 27 сентября 1938 года рабочий посёлок. Во время Великой Отечественной войны немецкие оккупанты поставили в деревне гарнизон, разгромленный партизанами 1 апреля 1942 года, а также сожгли лесопильный завод. В марте 1943 года каратели полностью сожгли деревню и убили 11 жителей. 9 жителей погибли на фронтах.

## Население

### Численность
- 2004 год — 8 хозяйств, 13 жителей.
- 2012 год — 2 двора, 4 жителя.
- 2021 год — 4 двора, 0 жителей

### Динамика
- 1908 год — 2 двора, 18 жителей.
- 1921 год — 57 дворов, 318 жителей.
- 1925 год — 79 дворов.
- 1940 год — 123 двора, 309 жителей.
- 1959 год — 148 жителей (согласно переписи).
- 2004 год — 8 хозяйств, 13 жителей.
- 2012 год — 2 двора, 4 жителя.
- 2014 год — 1 двор, 2 жителя.
- 2020 год — 4 двора, 0 (постоянных) жителей